# Koknese
Koknese je město v Lotyšsku. Leží na pravém břehu řeky Daugava. Má téměř 3000 obyvatel. Status města získalo v lotyšském správním systému až 1. července 2021, ovšem může se pochlubit bohatou historií, přičemž zejména ve své hanzovní éře (14. století) vzkvétalo. V Kokneském parku, jež leží nad středověkým městem a zříceninou hradu, se nachází nejvyšší dřevěná socha v zemi. Struktura, kterou vytvořil Ģirts Burvis, byla odhalena v roce 2002 u příležitosti 725. výročí založení města.

## Dějiny
Koknese bylo původně latgalské a sélské sídlo s názvem Kukenois. Koncem 12. století se osada dostala pod vládu Polockého knížectví. Počátkem 13. století začali břehy Rižského zálivu obsazovat křižáci z Řádu mečových bratří meče v čele s biskupem Albertem z Rigy. V roce 1205 na oplátku za ochranu proti Polocku dal princ Vjačko z Koknese polovinu své země Albertovi. V roce 1209 převzal celé Koknese Řád mečových bratří, načež Albert nařídil stavbu kamenného hradu, v místě, kde se Daugava vlévá do řeky Pērse. Formální suverenita Polocku byla definitivně zrušena v roce 1215. Řád pak ovládal město až do jeho převodu na biskupy z Rigy v roce 1238. Město se v roce 1420 stalo letním sídlem arcibiskupa z Rigy a v 16. století dokonce jeho hlavním sídlem. Hrad byl často předmětem sporů mezi biskupy a rodem Tiesenhausenů, podporovaným Řádem německých rytířů. Město, německy Kokenhusen, získalo městská privilegia v roce 1277. Během 14. století Koknese vzkvétalo jako součást Hanzy. Arcibiskup Jan V. z Wallenrodtu dokázal v roce 1397 vyřešit konflikt s Řádem německých rytířů a obnovit plnou suverenitu církve ve městě i na hradě. Během livonské války bylo Koknese v roce 1561 získáno Polskem, které město pojmenovalo Kokenhuza. Během polsko-švédských válek v 17. století bylo město opakovaně dobýváno a zase ztráceno Švédy. Bylo místem bitvy u Kokenhausenu v roce 1601, ve které husaři polské jízdy porazili své početně silnější švédské protivníky. Město se však v roce 1629 definitivně stalo součástí Švédské říše a bylo Švédy také znovu opevněno. Během rusko-švédské války (1656–1658) Koknese dobyli Rusové a přejmenovaly jej na Carevič-Dmitrijev (později mu ale vrátili německý název). Plavidla postavená v místních loděnicích založených vojvodou Afanasijem Ordin-Našokinem byla použita k obléhání Rigy (1656) a později zničena podle Cardisské smlouvy v roce 1661. Během severní války byl hrad v roce 1700 dobyt Saskem a Sasy také roku 1701 zničen, když byli nuceni ustoupit před Švédy. Ke konci války bylo město znovu začleněno do Ruské říše, i se zbytkem Livonska. Železniční trať vedoucí přes Koknese byla dokončena v roce 1861, což umožnilo městu stát se rekreačním místem. V 80. letech 19. století žil ve městě dramatik Rūdolfs Blaumanis. Baltská německá rodina Löwensternů zde postavila novorenesanční panský zámek, který byl dokončen v roce 1894. Během ruské revoluce v roce 1905 však vyhořel. Poté, co byla po první světové válce vyhlášena lotyšská nezávislost na Rusku a Německu, byl kopec ve městě nazván „Profesorský kopec“ kvůli tomu, že v dobách revolučních změn byl oblíbeným místem setkávání inteligence. Od zisku lotyšské samostnanosti je město známé pod lotyšským jménem Koknese. Vodní elektrárna Pļaviņas byla uvedena do provozu nedaleko města v roce 1966. Po její výstavbě zůstaly základy hradní zříceniny pod vodou.